# Lepidocrociet
Het mineraal lepidocrociet (ook: esmeraldiet of hydrohematiet) is een ijzer-oxide-hydroxide, met de chemische formule γ-Fe3+O(OH). Lepidocrocietkristallen zijn dieprood tot roodbruin en bezitten een orthorombische structuur. Ze komen meestal voor op een matrix als afgeplatte, lamellaire eenheden, die als schubben over elkaar liggen.
Het mineraal is noch magnetisch, noch radioactief.

## Naamgeving en ontdekking
De naam is afkomstig uit het Oudgrieks: lepis (λεπίς) betekent schub en krokē (κρόκη) betekent vezel. Dit verwijst naar de habitus van het kristal.
Lepidocrociet werd in 1813 ontdekt in een afzettingsgebied in Moravië (Tsjechië).

## Ontstaan en herkomst
Lepidocrociet ontstaat in aanwezigheid van ijzerrijke gesteenten. Het wordt meestal samen met goethiet en limoniet aangetroffen. Het mineraal wordt op enkele plaatsen ter wereld gevonden:
- Bendorf en Herdorf in Rijnland-Palts, Siegen in Noordrijn-Westfalen (Duitsland)
- Foix (Frankrijk)
- Bieber in Californië en Northampton County in Pennsylvania (Verenigde Staten)